# 張延賞
張延賞（726年—787年），字延赏，本名寶符，后得唐玄宗赐名，蒲州猗氏县（今山西臨猗）人。
其父張嘉貞開元初曾任中書令。生於開元四年（726年），宰相苗晉卿很賞識張延賞，以女妻之。歷事玄宗、肅宗、德宗三朝，官至中書侍郎、同中書門下平章事。貞元三年（787年）卒。諡曰成肅。有子張弘靖，本名张调，是唐憲宗時期的宰相。女婿是韋皋。另一子张諗，主客員外郎，其子张師質后为郴州刺史。

## 錢可通神故事
相國張延賞將判度支。知有壹大獄，頗有冤濫，每甚扼腕。及判使即召獄吏嚴懲之，且曰：“此獄已久，旬日須了。”明日視事，案上有壹小帖子，曰：“錢三萬貫，乞不問此獄。”公大怒，更促之。明日複見壹貼子來，曰：“錢五萬貫。”公益怒，命兩日須畢。明日複見帖子來，曰：“錢十萬貫。”公遂止不問，子弟乘間偵之，公曰：“錢至十萬，可通神矣，無不可回之事。吾懼及禍，不得不受也。”
出自唐·張固《幽閑鼓吹》卷五十二

## 延伸阅读
[在维基数据编辑]
 在维基文库阅读此作者作品
 《舊唐書/卷129》，出自刘昫《舊唐書》